# Beatrice Masilingi
Beatrice Masilingi (Katima Mulilo, 10 aprile 2003) è una velocista namibiana.

## Biografia
Ai Giochi olimpici di Tokyo 2020 ha raggiunto la finale dei 200 metri piani, conclusa al sesto posto. È stata invece esclusa dalla partecipazione alla gara dei 400 metri piani, assieme alla connazionale Christine Mboma, a causa di livelli troppo elevati di testosterone naturale.

## Record nazionali
Seniores
- 300 metri piani: 34"60 ( Pretoria, 18 febbraio 2023)
- Staffetta 4×100 metri: 43"76 ( Nairobi, 22 agosto 2021)

## Palmarès
| Anno | Manifestazione     | Sede    | Evento      | Risultato  | Prestazione | Note                                   |
| ---- | ------------------ | ------- | ----------- | ---------- | ----------- | -------------------------------------- |
| 2019 | Giochi panafricani | Rabat   | 400 m piani | 7ª         | 52"56       |                                        |
| 2019 | Giochi panafricani | Rabat   | 4×100 m     | 4ª         | 45"55       | Miglior prestazione personale          |
| 2021 | Giochi olimpici    | Tokyo   | 200 m piani | 6ª         | 22"28       | Miglior prestazione personale          |
| 2021 | Mondiali U20       | Nairobi | 100 m piani | Argento    | 11"39       |                                        |
| 2021 | Mondiali U20       | Nairobi | 200 m piani | Argento    | 22"18       | Miglior prestazione personale          |
| 2021 | Mondiali U20       | Nairobi | 4×100 m     | Argento    | 43"76       | Miglior prestazione nazionale under 20 |
| 2022 | Mondiali           | Eugene  | 200 m piani | Semifinale | 24"78       |                                        |